# Aurelia Pentón
Aurelia Pentón (Aurelia Catalina Pentón Conde; * 13. Februar 1941 in Jatibonico, Sancti Spíritus) ist eine ehemalige kubanische Sprinterin und Mittelstreckenläuferin.
1967 siegte sie bei den Zentralamerika- und Karibikmeisterschaften über 400 und 800 Meter. Bei den Panamerikanischen Spielen in Winnipeg wurde sie Siebte über 800 Meter.
Bei den Olympischen Spielen 1968 in Mexiko-Stadt wurde sie Fünfte über 400 Meter.
1969 gewann sie bei den Zentralamerika- und Karibikmeisterschaften Silber über 400 Meter und Bronze über 800 Meter. 1970 holte sie über 400 Meter Silber bei den Zentralamerika- und Karibikspielen und Bronze bei der Universiade. 1971 folgte einer Silbermedaille über 800 Meter bei den Zentralamerika- und Karibikmeisterschaften ein vierter Platz über 400 Meter und Silber in der 4-mal-400-Meter-Staffel bei den Panamerikanischen Spielen in Cali.
Bei den Olympischen Spielen 1972 in München erreichte sie über 400 m das Halbfinale und schied in der 4-mal-400-Meter-Staffel im Vorlauf aus.
1973 siegte sie bei den Zentralamerika- und Karibikmeisterschaften über 400 Meter, und 1974 holte sie bei den Zentralamerika- und Karibikspielen Gold über 400 Meter und Silber über 800 Meter. Bei den Panamerikanischen Spielen 1975 in Mexiko-Stadt gewann sie Bronze in der 4-mal-400-Meter-Staffel.
1977 folgten Bronzemedaillen über 400 und 800 Meter bei den Zentralamerika- und Karibikmeisterschaften, und beim Weltcup in Düsseldorf wurde sie jeweils Fünfte über 400 Meter und mit der amerikanischen 4-mal-400-Meter-Stafette. Bei den Zentralamerika- und Karibikspielen 1978 gelang ihr ein Doppelsieg über 400 und 800 Meter. 1979 gewann sie bei den Panamerikanischen Spielen in San Juan Silber in der 4-mal-400-Meter-Staffel sowie Bronze über 800 Meter und wurde Vierte über 400 Meter. Beim Weltcup in Montreal wurde sie Fünfte mit der amerikanischen 4-mal-400-Meter-Stafette.
1972 wurde sie Polnische Meisterin über 400 Meter.

## Persönliche Bestzeiten
- 400 m: 50,56 s, 16. Juli 1978, Medellín
- 800 m: 2:01,38 min, 18. Juli 1978, Medellín